# GOLDEN GIRL
「GOLDEN GIRL」（ゴールデン ガール）は、いきものがかりの楽曲。自身の29作目のシングルとして、ソニー・ミュージックレーベルズ / エピックレコードジャパンからCDシングル・デジタル・ダウンロードで2014年11月12日に発売された。

## 概要
同年12月24日の7thアルバム『FUN! FUN! FANFARE!』からの先行シングルとして、前作「熱情のスペクトラム/涙がきえるなら」から4週間と過去最短の間隔で発売された2014年第3弾シングル。初回仕様限定盤は、2015年ライブツアーチケット特別抽選の先行案内と「いきものカード043」が封入される。
オリコンチャートでの最高順位は13位に留まり、2007年2月14日発売の5thシングル「うるわしきひと/青春のとびら」以来24作ぶりにTOP10入りを逃した作品となった。

## 収録曲
| #         | タイトル                       | 作詞・作曲 | 編曲      | 時間  |
| --------- | ------------------------------ | ---------- | --------- | ----- |
| 1.        | 「GOLDEN GIRL」                | 吉岡聖恵   | 亀田誠治  | 5:00  |
| 2.        | 「未来予想図II」               | 吉田美和   | 本間昭光  | 7:28  |
| 3.        | 「GOLDEN GIRL -instrumental-」 |            |           | 4:58  |
| 合計時間: | 合計時間:                      | 合計時間:  | 合計時間: | 17:26 |

## 曲解説
1. GOLDEN GIRL
TBS系火曜ドラマ『女はそれを許さない』主題歌[4]。
2011年リリースの「歩いていこう」以来3年ぶりとなるテレビドラマタイアップで、吉岡制作の楽曲がシングルリリースされるのは、2010年8月リリースの19thシングル「キミがいる」以来4年ぶりとなる[3][注 1]。
この曲で、2014年12月31日放送の『第65回NHK紅白歌合戦』に7年連続出場を果たした。なお、水野以外のメンバーが制作した曲が紅白で披露されるのは今回が初めてであり、同時に初めてアップテンポの曲を歌唱することとなった。
2. 未来予想図II
DREAMS COME TRUEの楽曲 「未来予想図II」のカバー[4]。
2014年3月リリースのドリカムのトリビュート・アルバム『私とドリカム -DREAMS COME TRUE 25th ANNIVERSARY BEST COVERS-』からリカットされたもので、いきものがかりのシングルにカバー曲が収録されるのは、2010年3月発売の17thシングル「ノスタルジア」収録の「時をかける少女」以来4年8か月ぶりとなる[4]。

## 収録アルバム
- FUN! FUN! FANFARE!（#1）
- 超いきものばかり〜てんねん記念メンバーズBESTセレクション〜 (#1)